# Dolichopus tenuimanus
Dolichopus tenuimanus är en tvåvingeart som beskrevs av Van Duzee 1932. Dolichopus tenuimanus ingår i släktet Dolichopus och familjen styltflugor.
Artens utbredningsområde är North Carolina. Inga underarter finns listade i Catalogue of Life.